# علی کمال
علی کمال (به ترکی استانبولی: Ali Kemal) (زاده ۱۸۶۷، استانبول – درگذشته ۶ نوامبر ۱۹۲۲، ازمیت) نویسنده، روزنامه‌نگار و سیاستمدار ترک بود. او در سال ۱۹۱۹ (میلادی) تحت صدارت داماد فرید پاشا سه ماه وزیر فرهنگ و سپس به مدت دو ماه، واپسین وزیر داخله دولت عثمانی بود که آتاترک را دستگیر کرد. او در جنگ استقلال ترکیه به خاطر تفکرات ضد دیکتاتوری در مقابل ارتش آتاترک جنگید و در نهایت به دستور نورالدین پاشا کشته شد. علی کمال پدر پدربزرگ سیاستمدار بریتانیایی، بوریس جانسون است.

## نام
علی کمال بیگ پسر رئیس صنف شمع‌فروشان استانبول بود. نام اصلی او "علیرضا" بود. اما به خاطر علاقه به نامق کمال، شاعر تاثیرگذار بر روشنفکران ملی‌گرای ترک، لقب کمال برای خود برگزید.

## کنش سیاسی

### تحصیل و زندان
او پس از اتمام تحصیلات مقدماتی وارد «مکتبی ملکیه» (دانشکده علوم سیاسی) شد. کنش‌های سیاسی علی کمال باعث سال‌ها تبعید و دربدری او شد. در سال ۱۸۸۶ (میلادی) درس را رها کرده و به پاریس و ژنو رفت و در ۱۸۸۸ (میلادی) پس از مرگ پدرش به استانبول بازگشت درس خود را به پایان رساند. علی با الهام از دانشگاه‌های اروپایی در سال ۱۸۸۹ (میلادی) دوستانش را به صورت انجمن دانشجویی گردهم آورد. پلیس به کنش‌های سیاسی آنها مشکوک شده و آنها را دستگیر کرد. علی کمال پس از مدتی زندان در سال ۱۸۹۰ به حلب تبعید شد. کمال در دوران تبعیدش در حلب، دو کتاب به نام‌های ایکی همشیره (دو خواهر) و چولده بیر سرگذشت (سرگذشتی در صحرا) نوشت.

### فرار از کشور
در سال ۱۸۹۵ (میلادی) با گسترش کنش‌های «جمعیت اتحاد و ترقی»، علی کمال از حلب فرار کرده و به پاریس رفت و در آنجا به مخالفان به نام «ژون ترک» (ترک‌های جوان) پیوست. بیشتر آنان، جوانانی از اشراف و طبقه متوسط بودند که برای تغییر نظام استبدادی عثمانی مبارزه می کردند. اما هنگامیکه معلوم شد علی کمال، پنهانی با عبدالحمید دوم نامه‌نگاری می کند ناگزیر به ترک محفل جوانان شد. او همچنین ادعا می‌کرد مقاله‌هایی که برای چاپ در روزنامه، به استانبول می‌فرستد نوشته خودش هستند. اما در واقع، برگردان مقاله‌هایی از مطبوعات فرانسوی بودند که نام خود را به عنوان نویسنده بر آنها می گذاشت.

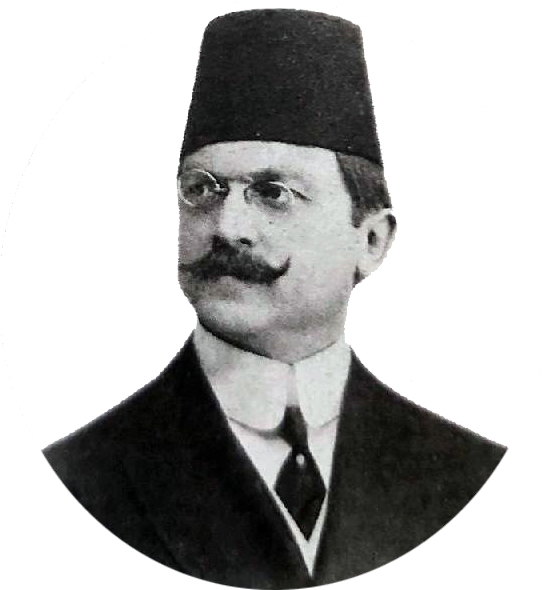
در میان‌سالی

### روزنامه‌نگاری
با برپایی پادشاهی مشروطه در عثمانی، به کشورش بازگشت و از نزدیکان عبدالحمید دوم شد. وی به سردبیری روزنامه اقدام و استادی دارالفنون (دانشگاه استانبول کنونی) رسید. علی کمال در دارالفنون، گسترش‌دهنده تفکر لیبرال بود و دانشجویان را به گرایش‌های غربی فرا می‌خواند. همچنین در نوشته‌های خود در روزنامه اقدام، به جمعیت اتحاد و ترقی کرد که یاران پیشینش در محفل ترک‌های جوان بودند حمله می‌کرد که قدرتمندترین جریان سیاسی آن هنگام و دارند بیشترین کرسی‌های «مجلس مبعوثان» بود. این نوشته‌های علی کمال علیه جمعیت اتحاد و ترقی، او را در مرکز جنگ و جدال‌های سیاسی قرار دادند و سرانجام با شورش و نافرمانی دوباره در عثمانی و به زیر کشیده شدن عبدالحمید دوم از پادشاهی، علی کمال در ۱۹۰۹ (میلادی) بار دیگر ناچار به ترک عثمانی و زندگی در فرانسه شد.

### سیاستمداری
در ۱۹۱۲ (میلادی) و کاسته شدن از قدرت جمعیت اتحاد و ترقی، با عفو سیاسی به عثمانی بازگشت و روزنامه‌ای به نام پیام منتشر کرد و کنش‌های گذشته را از سر گرفت. با آغاز جنگ جهانی اول، جمعیت اقتدار و ترقی با کمک قشون عثمانی (مانند آتاتورک) دوباره قدرت گرفت و وضعیت فوق‌العاده در عثمانی برقرار کرد. در پیامد آن، علی کمال سیاست را رها کرد و روزنامه پیام را بست و به بازرگانی پرداخت.

### جنگ جهانی اول
با پایان جنگ جهانی اول و در هنگام اشغال کشور به دست نیروهای متفقین، بار دیگر به سیاست بازگشت و این بار به داماد فرید پاشا شوهر خواهر محمد پنجم نزدیک شد. با صدراعظمی داماد فرید پاشا، علی کمال به وزارت معارف و سپس وزارت داخله عثمانی رسید. در آن هنگام نیروهای جمهوری‌خواه (با نام "قوه ملیه") به رهبری کمال آتاتورک در آنکارا حکومتی جدا از حکومت رسمی استانبول برپا کرده بودند. داماد فرید پاشا و علی کمال و دیگر یارانشان، «انگلیس محبلری جمعیتی» (جمعیت محبان انگلیس) را به راه انداختند که هدفش حفظ نظام مشروطه سلطنتی در مقابل قوه ملیه بود. آنها به بهای تحت‌الحمایگی بریتانیا و پذیرفتن پیمان‌هایی که متفقین برای تقسیم و از هم پاشاندن امپراتوری عثمانی، بین یکدیگر بسته بودند خواستار ماندن در قدرت بود.. نقشه‌ای که در این پیمان‌ها برای کشور ترکیه ترسیم شده بود، بسیار کوچکتر از ترکیه کنونی بود.

### دستگیری و مرگ
در ماه‌های پایانی جنگ استقلا ترکیه در ۱۹۲۲ (میلادی) پلیس مخفی دولت آنکارا (با نام تشکیلات مخصوصه) مامورانی به استانبول فرستاد. آنها کمال علی بیگ را که در آرایشگاه مردانه هتل توکاتلیان (واقع در خیابان استقلال) نشسته بود، ربودند تا برای محاکمه به آنکارا ببرند. اما هنگامی که به بندر ازمیت رسیدند، نورالدین پاشا، معروف به سقللی (ریشو) که فرمانده نیروهای مستقر در این بندر بود، علی کمال بیگ را از دست مأموران درآورد و به افسران جوان سپرد تا با سنگ و چکش، زنده زنده بدنش را لینچ کردند. سپس دستور داد آنچه را از علی کمال بیگ مانده، کنار ریل راه آهن آویزان کنند تا عصمت اینونو که به نمایندگی از دولت آنکارا برای شرکت در کنفرانس صلح لوزان با قطار از این مسیر حرکت می کرد، ببیند.

## زندگی شخصی
علی کمال بیگ دو بار ازدواج کرد. نخست با وینفرید بران که از سوی پدر سوئیسی و از سوی مادر، بریتانیایی بود. علی کمال از وینفرد صاحب پسری به نام عثمان و دختری به نام سلما شد که عملاً پدر خود را ندیدند. چون مدت کوتاهی پس از زاده شدن آنها، مادرشان درگذشت و پدرشان به استانبول بازگشت. سلما پس از مرگ آتاتورک اجازه یافت به ترکیه برود و شهروند این کشور شود. اما عثمان نام خود را به ویلفرد تغییر داد و نام خانوادگی مادربزرگ انگلیسی خود، "جانسون" را برگزید وبریتانیایی شد. ویلفرد با آیرین ویلیامز ازدواج کرد که پدرش انگلیسی و مادرش شاهزاده‌ای آلمانی بود. فرزند آن دو، استنلی جانسون (نویسنده) که بعدها از نمایندگان بریتانیا در پارلمان اروپا شد، پدر بوریس جانسون است.
ازدواج دوم علی کمال بیگ با سبیحه حنیم دختر زکی پاشا، یکی از وزیران دولت عثمانی بود. این دو صاحب پسری به نام زکی شدند که نام خانوادگی کونر آلپ برای خود برگزید و دیپلمات شد. پسر زکی، به نام سلیم نیز کار دیپلماتی پدر خود را ادامه داد و تا منصب سفیر ترکیه در سوئد و کره جنوبی پیش رفت. او اکنون بازنشسته است.